# Hunshandak-Wüste
Die Hunshandak-Wüste bzw. Hunshandake-Wüste (chinesisch 混善达克沙漠, Pinyin Hunshandake Shamo oder 混善达克沙地,  Hunshandake Shadi), die auch Kleine Tengger-Wüste (小腾格里沙漠,  Xiao Tenggeli Shamo), genannt wird, ist eine Wüste im Süden des Xilin-Gol-Bundes des Autonomen Gebietes der Inneren Mongolei in der Volksrepublik China, sie ist ca. 180 km von Peking entfernt. Im Rahmen eines Umweltschutzprogrammes ist am südlichen Rand der Wüste ein vierhundert Kilometer langer und ein bis zehn Kilometer breiter Streifen aus Bäumen, Gebüsch und Gras entstanden.